# Gabriel von Jessernigg
Gabriel von Jessernigg, též Jessernig (27. března 1818 Klagenfurt – 31. května 1887 Klagenfurt), byl rakouský podnikatel a politik z Korutan, v 2. polovině 19. století poslanec Říšské rady a starosta Klagenfurtu.

## Biografie
Vystudoval práva, ale pak působil jako obchodník. Byl veřejně a politicky aktivní. V letech 1861–1865 a 1870–1887 byl starostou rodného Klagenfurtu, který za jeho úřadování prodělal značný rozvoj.
Zapojil se i do vysoké politiky. Roku 1861 byl zvolen na Korutanský zemský sněm za městskou kurii, obvod Klagenfurt. Roku 1867 mandát v zemském sněmu obhájil, nyní za kurii obchodních a živnostenských komor, obvod Klagenfurt. Zemský sněm ho 23. února 1867 zvolil i do Říšské rady (tehdy ještě volené nepřímo) za kurii měst a průmyslových míst a obchodních a živnostenských komor v Korutanech. Opětovně ho zemský sněm do Říšské rady delegoval roku 1870 a roku 1871. Uspěl i v prvních přímých volbách do Říšské rady roku 1873, nyní za kurii městskou, obvod Klagenfurt. Rezignace byla oznámena dopisem 24. prosince 1878. Politicky je roku 1867 popisován jako uměřený dualista. Byl členem liberálního klubu na Říšské radě (tzv. Ústavní strana).
Po jistou dobu zastával i post náměstka zemského hejtmana, přičemž po jistou dobu kvůli nemoci Johanna Stiegera fakticky působil jako zemský hejtman. V roce 1875 byl povýšen do šlechtického stavu.